# عبدالقادر مراغه‌ای
عبدالقادر غیبی مراغی مشهور به عبدالقادر مراغه‌ای (۷۵۸–۸۳۸ ه‍.ق) شاعر، موسیقی‌دان، نوازنده و هنرمند ایرانی قرن نهم هجری بود. وی علاوه بر اینکه نوازندهٔ چیره‌دست عود بود، در خوشنویسی و شعر و نقاشی هم تبحر داشت و حافظ قرآن بود.
در اروپا برای نخستین بار دانشمند آلمانی گیزه وتر (Gizze Wetter) (۱۸۵۰ – ۱۷۷۳) از عبدالقادر به عنوان نظریه‌پرداز موسیقی نام برده است.
در آثار مراغه‌ای به مقام اشاره شده‌است.
ثریا آقایوا محقق آثار مراغی می‌نویسد:
… در پژوهشهای مراغه‌ای برای نخستین بار مفهوم مقام و نظریه مربوط به آن نیز توضیح داده می‌شود.

## نظرات و نوآوری‌ها
او همراه با فارابی، ابوعلی سینا، صفی‌الدین ارموی و قطب الدین شیرازی از بزرگ‌ترین نظریه‌پردازان موسیقی ایرانی به شمار می‌رود.
مراغی در مراحل مختلف زندگی‌اش در دربارهای بغداد، بصره و در نهایت در هرات نزد شاهرخ شاه تیموری مشغول به کار بوده‌است. شخصیت او نزد ترکان عثمانی از نقش اصلی‌اش به عنوان نوازنده، آهنگساز و نظریه‌پرداز بسی فراتر رفته و تبدیل به یک اسطوره شده‌است. امروز حدود سی قطعه در رپرتوار موسیقی عثمانی وجود دارد که منسوب به اوست و بسیاری از موسیقی شناسان آن‌ها را دارای اصالت تاریخی ارزیابی می‌کنند. آهنگ‌های بجا مانده اکثراً در فرمهای «کار» و «نقش» هستند اما خود مراغی در رسالاتش می‌گوید که چندین «نوبت مرتب»، فرمی سلسله‌ای که خود شامل چندین بخش درونی مثل قول و غزل و ترانه‌است را تصنیف کرده‌است.
بخش مهمی از رسالات او اختصاص دارد به استخراج و تبیین گام بالقوهٔ سیستم موسیقایی زمان و روش دستان‌بندی نغمات. معرفی ادوار ایقاعی و انواع فرمها نیز از دیگر موضوعات مورد بررسی اوست.
مراغی در رسالات خود توضیحاتی راجع به ویژگی‌های سازهای متداول زمان خود، از جمله کمانچه، قیچک، انواع عود، رباب، لوتهای دسته بلند مانند روح‌افزا، موسیقار و غیره می‌دهد.
عبدالقادر خطوط شش گانۀ خوشنویسی اسلامی که عبارت‌‎اند از: ریحان، ثلث، نسخ، رقاع، توقیع،محقق را به خوبی میدانست و مینوشت. وی با آنکه اهل آذربایجان بوده و ترکی می‌دانست، کتاب‌های خود را به زبان فارسی نوشته و از این راه خدمتی بس بزرگ به زبان و ادب فارسی انجام داده است.
با بررسی آثار عبدالقادر مراغی معلوم می‌شود که ریتم در موسیقی ایران، متأثر از وزن کلام موزون یا شعر پارسی است و موسیقی‌شناسان قدیم با تکیه به ارکان ایقاعی که در واقع رابطهٔ بین اوزان عروضی و وزن‌های موسیقایی بوده، تئوری موسیقی خود را دربارهٔ ایقاع بیان می‌کردند. در موسیقی هند نیز زمانبندی تالای موسیقی بیشترین تأثیر را از شعر و به خصوص ساختار کششی در هجاهای زبان سانسکریت می‌گیرد.
صفی‌الدین ارموی و عبدالقادر مراغی بابهره‌گیری از تجارب موسیقی‌دانان و صاحب‌نظران پیش از خود مانند فارابی و ابن سینا و الکندی مکتب منتظمیّه را پی‌ریزی کردند.
عبدالقادر مراغی ساز یاتوغان (به ترکی یعنی به پهلو خوابیده) را معرفی کرد که شبیه سنتور امروزی بود با این تفاوت که برای هر صدا فقط یک تار می‌بستند و با جابه‌‎جایی خرک‌‎ها آن را کوک می‌کردند.

## آثار و اجراهای تازه
برخی از آهنگ‌ها و تصنیف‌های عبدالقادر مراغه‌ای را گروهی با همین نام (عبدالقادر مراغه‌ای) به سرپرستی محمد رضا درویشی و با صدای همایون شجریان با نام شوق نامه دوباره نوازی کرده‌اند. محمدرضا درویشی در سفری به ترکیه ۲۲ آهنگ از عبدالقادر مراغه‌ای را جمع‌آوری کرده‌است. به گفته درویشی او در ساخت فیلم «شهر آشوب» از همین آهنگ‌ها استفاده کرده‌است.
موسیقی سریال امام علی ساخته فرهاد فخرالدینی بر گرفته از آثار وی می‌باشد.
کتاب «فرهنگ عبدالقادر مراغی» عنوان کتابی است اثر طغرل طهماسبی (1403 / نشر سوره مهر) که در آن ضمن بررسی زندگی‌‎نامه، آثار و آرای عبدالقادر، لغات، اصطلاحات و ترکیبات مشکل آثار وی به صورت لغتنامه‌‎ای و الفبایی بررسی گردیده است.

## آثار
بیشتر تألیفات او به زبان فارسی نگارش شده‌اند.
- مقاصد الالحان: در واقع چکیده و خلاصه‌ای از جامع الالحان است و شباهت زیادی با آن دارد.
- جامع الالحان: پس از کنز الالحان مهمترین اثر عبدالقادر است و شامل اغلب قواعد موسیقی بوده و شامل اولین نمونه‌های جامع نت‌نویسی شده ایرانی است.[نیازمند منبع]
- کنز الالحان: مهمترین تألیف عبدالقادر بوده‌است که متأسفانه تا کنون نسخه‌ای از آن به دست نیامده است.
- شرح ادوار: (دربارهٔ ایقاع (ریتم/ ضرباهنگ))
- کنز التّحفر:این کتاب را فارمر به عبدالقادر نسبت می‌دهد و از آثار او می‌داند و مرحوم تقی بینش به استناد بیتی مشکوک در دیباچه حدس می‌زند که از حسین کاشانی نامی باید باشد.